# Artur Gorishti
Artur Gorishti (ur. 21 lutego 1962 w Tiranie) – albański aktor, malarz i fotografik.

## Życiorys
W 1986 r. ukończył studia w Instytucie  Sztuk w Tiranie, na Wydziale Aktorskim. Jeszcze w czasie studiów rozpoczął współpracę z reżyserem Kujtimem Çashku przy filmie Dora e ngrohte, odgrywając w nim jedną z głównych ról. Film Parullat (Hasła) spowodował, że stał się jednym z najbardziej znanych aktorów albańskich młodego pokolenia. Pracował także jako asystent reżysera przy realizacji sześciu filmów fabularnych. Od 2009 mieszka w Montrealu, występuje w filmach i serialach kanadyjskich.
Namalowane przez niego obrazy były wystawiane kilkakrotnie w Grecji. Pierwsza wystawa miała miejsce w 1993 r. w Salonikach. W 2015 Narodowa Galeria Sztuki w Tiranie z okazji ekspozycji obrazów artysty wydała katalog jego obrazów, w opracowaniu Ylli Drishtiego.
Od 1996 r. coraz częściej wystawia swoje fotografie. Pierwsza wystawa fotografii artystycznej Gorishtiego: Brenda meje (Wewnątrz mnie) miała miejsce w Tiranie. W 1997 jego zdjęcia otrzymały pierwszą nagrodę na konkursie "Marubi". W 2008 wystąpił w serialu XIII – Conspiracy (reż. Duane Clark). W 2017 zrealizował film Frymemarje, w 2022 film Winter Fireflies, do którego napisał scenariusz i wystąpił w jednej z głównych ról.
W 2013 nakładem wydawnictwa Zenit ukazał się zbiór opowiadań Gorishtiego Dyert.

## Filmografia
- 1983: Dora e ngrohtë jako Besim
- 1984: Nxënesit e klasës sime jako sekretarz organizacji młodzieżowej
- 1984: Militanti jako Marku
- 1985: Tre njerëz me guna jako Sadik
- 1986: Kronikë e atyre vitëve  (TV)
- 1987: Në emër të lirisë jako Jani, partyzant grecki
- 1987: Këmishët me dyllë jako syn Lamy
- 1987: Eja! jako Artur
- 1992: Pas fasades jako Fredi
- 1998: Dasma e Sakos jako Tafill
- 1999: Unë ti dhe Kasandra  (TV)
- 2001: Parullat jako nauczyciel Andrea
- 2001: Tirana, viti 0
- 2003: Yllka jako Arben
- 2005: Letra fatale
- 2006: Gjoleka djali i abazit jako Abaz Gjika
- 2009: Suzie jako Fatos
- 2010: Blue Mountain State jako Yuri
- 2013: Diego Star jako Turek
- 2013: Exploding Sun jako afgański rebeliant
- 2013: Sarah préfère la course jako florysta
- 2013: Gabrielle jako właściciel ziemski
- 2014: Bota jako Beni
- 2015: Autrui
- 2015: The Fixer (serial telewizyjny) jako Monroe
- 2015: Breath jako ojciec
- 2016: Kurth
- 2022: Winter Fireflies jako Jackal